# Ariel Pink

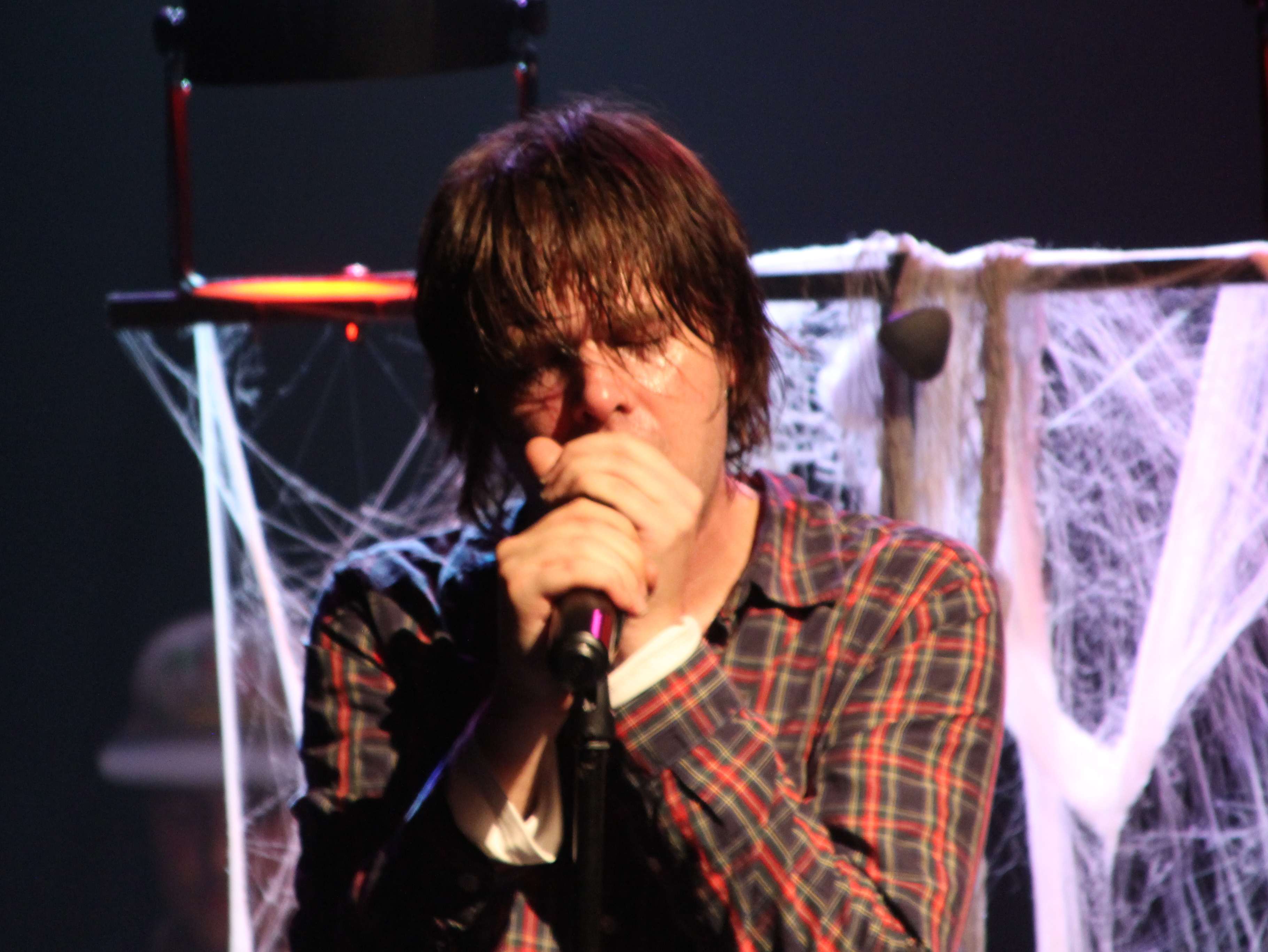
Ariel Pink, 2017

Ariel Pink (* 24. Juni 1978 in Los Angeles; bürgerlicher Name Ariel Marcus Rosenberg) ist ein Musiker, der dem New Weird America zugeordnet wird. Charakteristisch für seine Musik ist der auf allen Alben konsequent durchgehaltene Lo-Fi-Sound sowie selbstironische, oft bizarr anmutende Texte.
Am 6. Januar 2021 reiste Pink nach Washington, D.C. und nahm an der Trump-Kundgebung im Park The Ellipse sowie an dem Demonstrationszug teil, die zum Sturm auf das Kapitol führten. Er erklärte, dass er an den Protesten teilgenommen habe, um „friedlich seine Unterstützung für Präsident Trump zu zeigen“.

## Diskographie (Auszug)
- 2002: House Arrest/Lover Boy (Haunted Graffiti 5-6) (Ballbearings Pinatas; Demonstration Bootleg)
- 2003: Worn Copy (Haunted Graffiti 8) (Rhystop)
- 2004: The Doldrums (Haunted Graffiti 2; Reissue) (Paw Tracks)
- 2005: Worn Copy (Haunted Graffiti 8; Reissue) (Paw Tracks)
- 2005: Ariel Pink's Haunted Graffiti - Pedestrian Pop Hits (Southern Records)
- 2006: House Arrest (Haunted Graffiti 5; Reissue) (Paw Tracks)
- 2006: Lover Boy (Haunted Graffiti 6; Reissue) (Ballbearings Pinatas)
- 2006: My Molly EP (Tiny Creatures)
- 2006: Ariel Rosenberg's Thrash and Burn: Pre (Human Ear Music)
- 2006: Ariel Friedman EP (Human Ear Music)
- 2006: Ariel Pink's Haunted Graffiti 7 Gates of Zion/Ghosts* (Mistletone)
- 2006: Ariel Pink's Haunted Graffiti - Witchhunt Suite for WW3 12 (Melted Mailbox)
- 2006: Holy Shit - Stranded At Two Harbors (UUAR)
- 2007: Scared Famous (West Coast Tour Edition) (Human Ear Music)
- 2007: Underground (Haunted Graffiti 1) (Vinyl International)
- 2008: Glow In The Dark LP (Manimal Vinyl) with Geneva Jacuzzi
- 2008: Oddities Sodomies Vol. 1 (Vinyl International)
- 2010: Before Today (4AD)
- 2012: Mature Themes (4AD/Beggars Group/Indigo)
- 2014: Pom Pom (4AD)
- 2017: Dedicated to Bobby Jameson (Mexican Summer)